# 金城街道 (韩城市)
金城街道，是中华人民共和国陕西省渭南市韩城市下辖的一个乡镇级行政单位。

## 行政区划
金城街道下辖以下地区：
文庙社区、书院社区、象山社区、居惠社区、大唐电厂社区、莲池村、东营村、文庙村、广场村、晨钟村、薛曲村、竹园村、庙后村、夏阳村、英山村、张堡村、杜堡村、段堡村、东彭村、西彭村、苏村、北苏村、颜家沟村、坡头村、涧南村、北涧村、南涧村、山底村、王庄村、城固村、双楼村和范村。